# フジデン (枚方市)
株式会社フジデンは、大阪府枚方市に本社を置くエアコン配送工事（設備工事）の専門会社である。
大手家電量販店を専門に、エアコンや家電製品の取付工事・配送設置を関西・関東を中心に事業を展開。また新事業として2011年に電材・工具のディスカウントストア「電材買取センター」をオープン。

## 沿革
- 1993年（平成5年）6月 - 京都府八幡市にて、藤村電気設備として個人創業する
- 1999年（平成11年）11月 - 株式会社に改組社名を「株式会社フジデン」に変更
- 2008年（平成20年）12月 - ISO9001認証
- 2011年（平成23年）5月 - プライバシーマーク認証　第20001588(01)
- 2011年（平成23年）11月 - リユース事業部 開設
- 2021年（令和3年）3月  -経済産業省「健康経営優良法人2021」(中小規模法人部門) 認定
- 2021年（令和3年）4月 -リユース事業部分社化に伴い、株式会社電材センター設立
- 2022年（令和4年）3月  -経済産業省「健康経営優良法人2022」(中小規模法人部門) 認定
- 2023年（令和5年）3月  -経済産業省「健康経営優良法人2023」 (中小規模法人部門) 認定
- 2023年（令和5年）5月  -PIFに係る第三者意見として株式会社日本格付研究所（JCR）より認証

## 事業内容
- エアコン工事一式
- 一般電気工事一式
- 家電設置
- リユース事業

## 事業所所在地
- 本社
  - 大阪府枚方市長尾谷町1丁目105番地11